# 고모로시
고모로시(일본어: 小諸市)는 일본 나가노현 동부에 있는 시이다. 에도 시대와 고모로번의 조카마치(성시)였다.

## 지리
해발 약 700m의 고원 지대에 위치하고, 시내에는 시나노강의 상류인 지쿠마강(千曲川)이 흐른다. 에도 시대에는 고모로번의 성시로 번영했고, 성터는 "가이코엔"(懐古園)으로 공개되고 있다. 근대 일본을 대표하는 소설가이자 시인인 시마자키 도손(島崎藤村)이 교사 생활을 보낸 곳으로 그 시절에 발표한 시 "지쿠마강 여정의 노래", "고모로라는 고성에서"는 고모로시의 상징이 되었다.

## 인접한 자치체
- 나가노현
  - 사쿠시
  - 도미시
  - 기타사쿠군 미요타정

- 군마현
  - 아가쓰마군 쓰마고이촌

## 역사
- 1879년 1월 14일 - 기타사쿠군 고모로정이 성립하였다.
- 1954년 2월 1일 - 기타사쿠군 가와베촌, 오자토촌, 기타오이촌과 합병해 새로운 고모로정이 되었다.
- 1954년 4월 1일 - 기타사쿠군 미나미오이촌, 미쓰오카촌과 합병해 시로 승격하였다.

## 교통

### 철도
- 동일본 여객철도 고우미선
- 시나노 철도 시나노 철도선

### 도로
- 조신에쓰 자동차도
- 국도 18호선
- 국도 141호선
- 국도 142호선

## 인구
| 연도 | 인구   | ±%     |
| ---- | ------ | ------ |
| 1940 | 29,706 | —      |
| 1950 | 37,701 | +26.9% |
| 1960 | 39,283 | +4.2%  |
| 1970 | 39,093 | −0.5%  |
| 1980 | 42,355 | +8.3%  |
| 1990 | 44,888 | +6.0%  |
| 2000 | 46,158 | +2.8%  |
| 2010 | 44,012 | −4.6%  |
| 2020 | 40,991 | −6.9%  |

|                                              | |
| 고모로시의 전국의 연령별 인구 분포（2005년） | 고모로시의 연령·남녀별 인구 분포（2005년）                                                                                |
| ■자주색 ― 고모로시 ■녹색 ― 일본전국          | ■파랑색 ― 남자 ■빨간색 ― 여자                                                                                             |
| · 고모로시（에 해당되는 지역）의 인구추이    | |
| 일본 총무성 통계국 국세조사 결과             | |
|                                              | 이 그래프는 더 이상 지원되지 않는 레거시 그래프 확장 기능을 사용하고 있습니다. 새로운 차트 확장 기능으로 변환해야 합니다. |